# 太田部駅
太田部駅（おおたべえき）は、長野県佐久市太田部にある、東日本旅客鉄道（JR東日本）小海線の駅である。

## 歴史
- 1952年（昭和27年）5月1日：日本国有鉄道小海線龍岡城駅 - 中込駅間に新設開業（旅客駅）[2]。
- 1987年（昭和62年）4月1日：国鉄分割民営化により、JR東日本の駅となる[3]。

## 駅構造
単式ホーム1面1線を持つ地上駅である。ホームの長さが列車2両分しかない。
無人駅である。待合室がある。

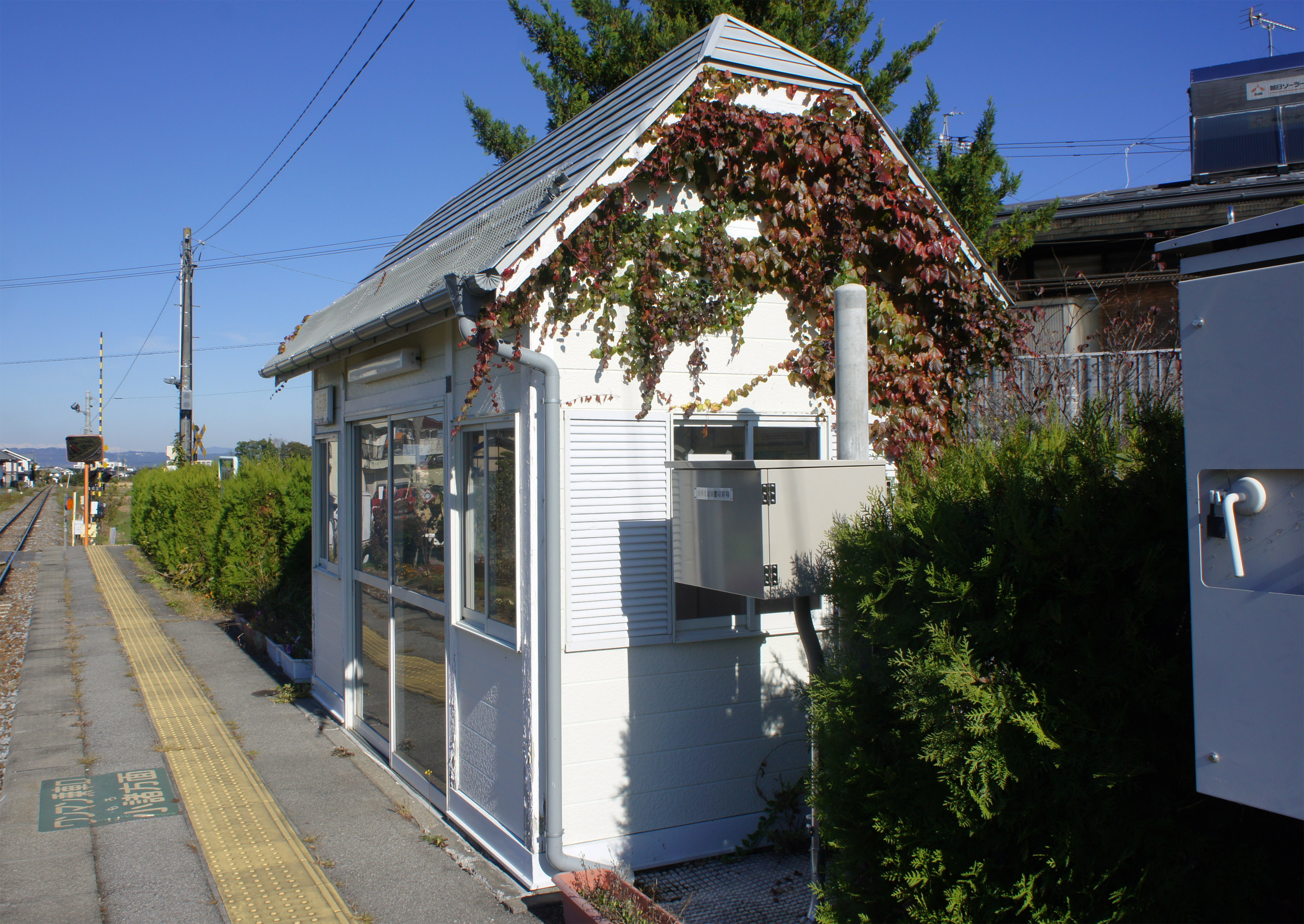
待合室外観（2021年10月）
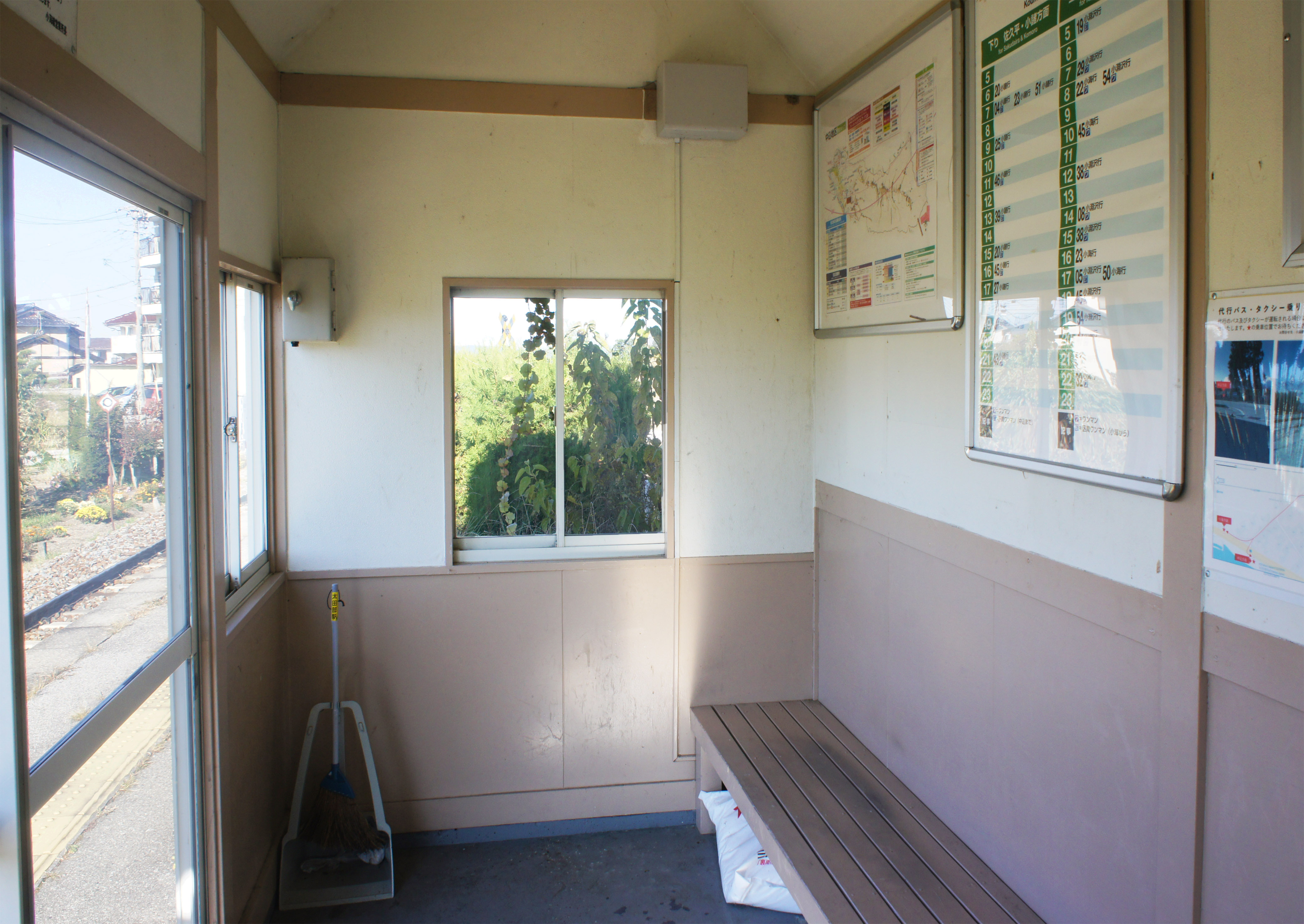
待合室（2021年10月）

## 利用状況
2007年度（平成19年度）、2009年度（平成21年度）- 2011年度（平成23年度）の1日平均乗車人員の推移は以下のとおりであった。
| 乗車人員推移       | 乗車人員推移     | 乗車人員推移 |
| 年度               | 1日平均 乗車人員 | 出典         |
| ------------------ | ---------------- | ------------ |
| 2007年（平成19年） | 18               | [ 1 ]        |
| 2009年（平成21年） | 23               | [ 1 ]        |
| 2010年（平成22年） | 22               | [ 5 ]        |
| 2011年（平成23年） | 22               | [ 6 ]        |

## 駅周辺
- 離山工業団地[1]
- 千曲川

## 隣の駅
東日本旅客鉄道（JR東日本）
■小海線
龍岡城駅 - 太田部駅 - 中込駅